# Klaproos
Klaproos of papaver is een geslacht van bloemplanten. Klaprooszaad ontkiemt vaak op plaatsen waar de grond is verstoord, soms staat dan het hele gebied er vol mee. Er komen in West-Europa verschillende soorten in het wild voor, die vooral door hun rode kroonbladeren bekend zijn. De klaproos wordt in sommige streken ook kollenbloem genoemd.
Een bekende soort is de slaapbol, Papaver somniferum, waaruit maanzaad en opium wordt gewonnen. Uit de soort Papaver somniferum wordt opium, morfine en heroïne gewonnen. Opium is het ingedroogde witte melksap van deze plant dat een aantal alkaloïden bevat waarvan vooral codeïne en morfine belangrijk zijn. Pijnstillers zoals oxycodon worden er van gemaakt. Deze soort wordt ook als sierplant gebruikt.
De zaden van de klaproos worden vaak gebruikt in bepaalde, voornamelijk zoete gerechten zoals de traditionele Poolse Makowiec-cake. Het zaad van de slaapbol wordt onder de naam maanzaad op broodjes gebruikt. Het sap van de klaproos werd vroeger als heksenkruid gebruikt en om er Edammer kaas mee te kleuren.

## Symboliek
Er stonden op de slagvelden in Vlaanderen tijdens de Eerste Wereldoorlog hele velden klaprozen in bloei, zoals John McCrae het in zijn gedicht In Flanders Fields heeft beschreven. Klaprozen zijn daardoor in het Verenigd Koninkrijk en andere landen van het Gemenebest van Naties het symbool van de Eerste Wereldoorlog geworden. Op Remembrance Day, de dodenherdenking van het Gemenebest, worden bij de cenotaaf op Whitehall door de vorst en hoogwaardigheidsbekleders klaprooskransen gelegd, maar geen echte, omdat de bloemblaadjes zeer snel uitvallen.
De klaproos is in de iconografie is het attribuut van Hypnos, de Griekse god van de slaap.

## Taxonomie
Het geslacht Papaver kent wereldwijd ongeveer zestig soorten. De in Nederland en België in het wild voorkomende soorten zijn:
- bastaardklaproos, Papaver hybridum
- bleke klaproos, Papaver dubium
- grote klaproos, Papaver rhoeas
- ruige klaproos, Papaver argemone
- slaapbol, Papaver somniferum

De papaver die in Nederland groeit, komt vooral voor op droge zanderige grond die kort geleden omgewoeld is, zoals op spoordijken of op opgespoten zandvlaktes. De zaden van de klaproos behouden onder de grond erg lang hun kiemkracht en ontkiemen als ze, soms na jaren, weer aan de oppervlakte komen. De klaproos is dan ook een echte pioniersoort. Klaproos heeft geen nectarklieren, maar levert hoogwaardig stuifmeel voor bijvoorbeeld de honingbijen.
Andere soorten zijn onder andere:
- Papaver alpinum
- Papaver bracteatum
- Papaver californicum
- Papaver dahlianum
- Papaver nudicaule
- Papaver orientale, oosterse klaproos
- Papaver rupifragum, donzige klaproos
- Papaver radicatum
- Papaver umbonatum

### Determinatie
De volgende tabel geeft de belangrijkste kenmerken om de in België en Nederland voorkomende papaversoorten te onderscheiden:
| soort            | beharing van bloemstengel      | bloem                                                        | bloeiperiode  | stempelschijf            | doosvrucht                                 | bladen                                                       | foto |
| ---------------- | ------------------------------ | ------------------------------------------------------------ | ------------- | ------------------------ | ------------------------------------------ | ------------------------------------------------------------ | ---- |
| bastaardklaproos | behaard                        | kroonbladen niet overlappend                                 | maart-mei     |                          |                                            | met weinig zachte haren bezet, niet stengelomvattend         |      |
| bleke klaproos   | aangedrukt behaard             | bleek rood, soms donkerrood, soms aan de voet zwart gevlekt. | mei-augustus  | 4-6 stralen groen/bruin  | knotsvormig, meer dan 2x zo lang als breed | zonder eindlob, niet stengelomvattend                        |      |
| grote klaproos   | afstaand of aangedrukt behaard | donkerrood, soms roze, soms wit, aan de voet met zwarte vlek | mei-juli      | 6-13 stralen zwart/paars | bolvormig                                  | gezaagde, weinig gedeelde eindlob, niet stengelomvattend     |      |
| ruige klaproos   | behaard                        | donkerrood, aan de voet soms geel                            | mei-juli      | 5-9 stralen              | heeft enkele gekromde stijve haren         | dubbel veerdelig, niet stengelomvattend                      |      |
| slaapbol         | kaal                           | wit, lila, paars, aan de voet zwart, soms rood               | juni-augustus | opstaande rand           | bol- eivormig                              | dubbel veerkartig / veerlobbig, blauwgroen, stengelomvattend |      |

### Bloemdiagram

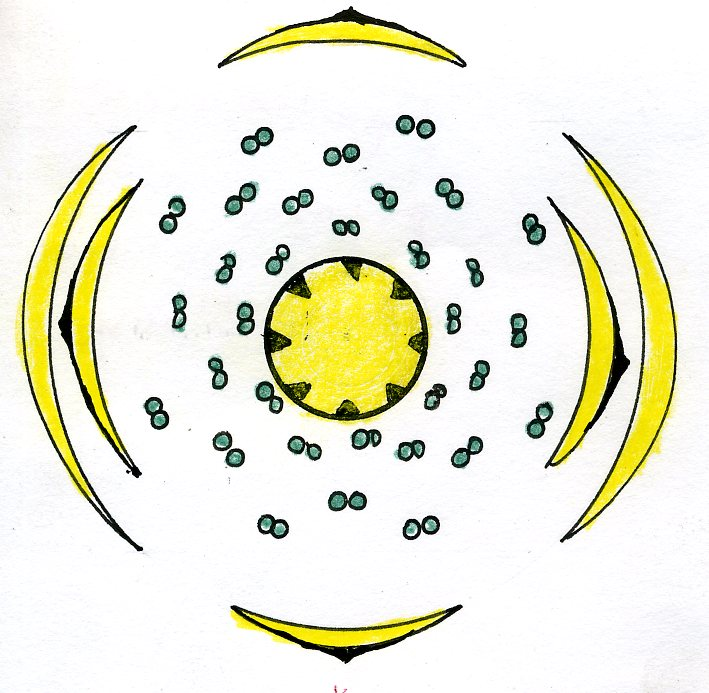

## Afbeeldingen

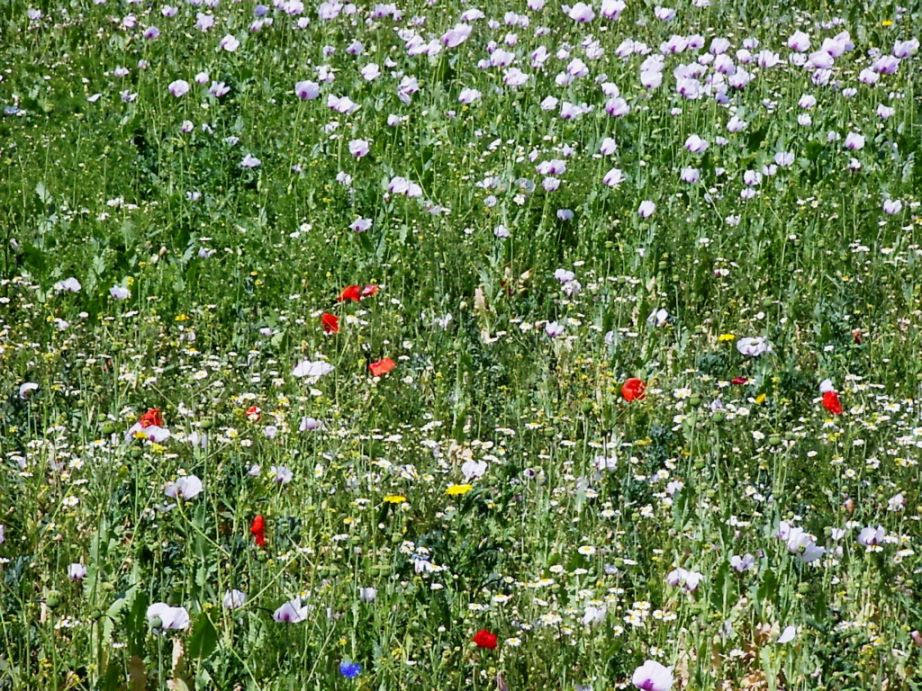
slaapbollen op de achtergrond Kew Gardens, 13 juni 2004
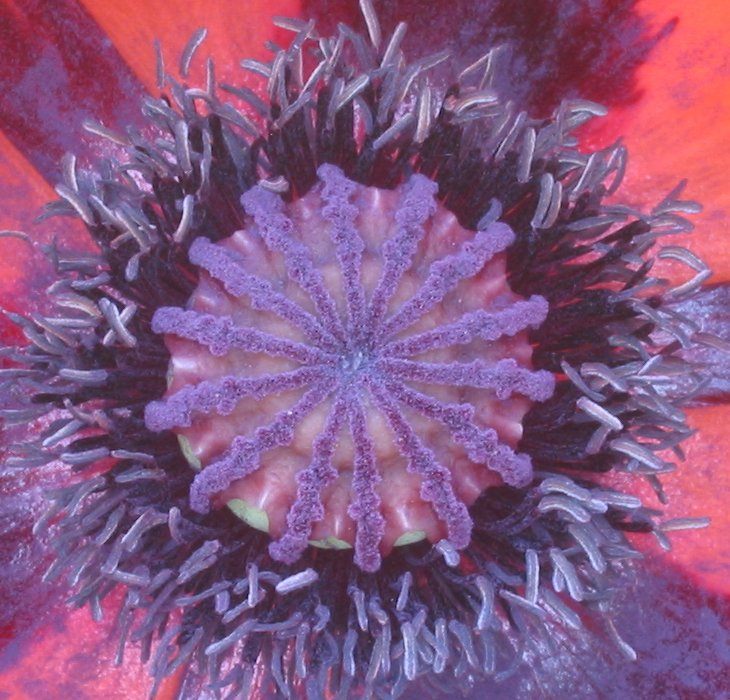
meeldraden en stempelschijf met stempels van slaapbol
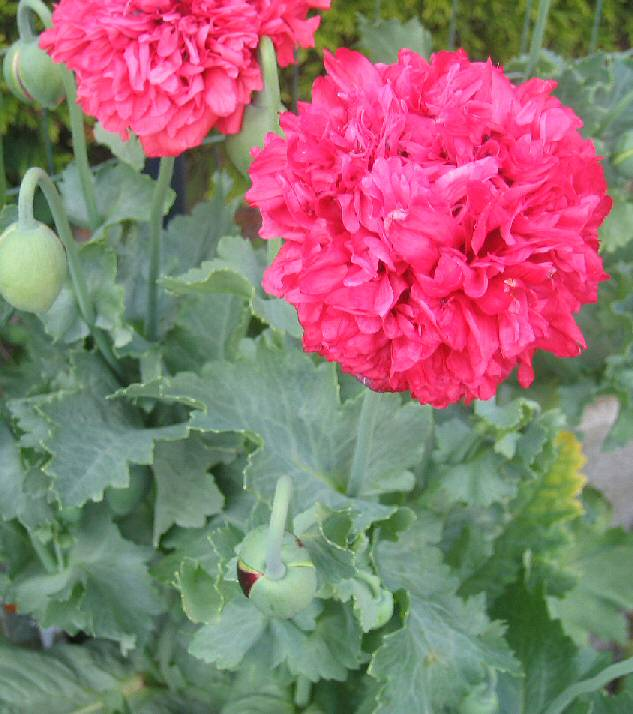
Papaver somniferum, slaapbol
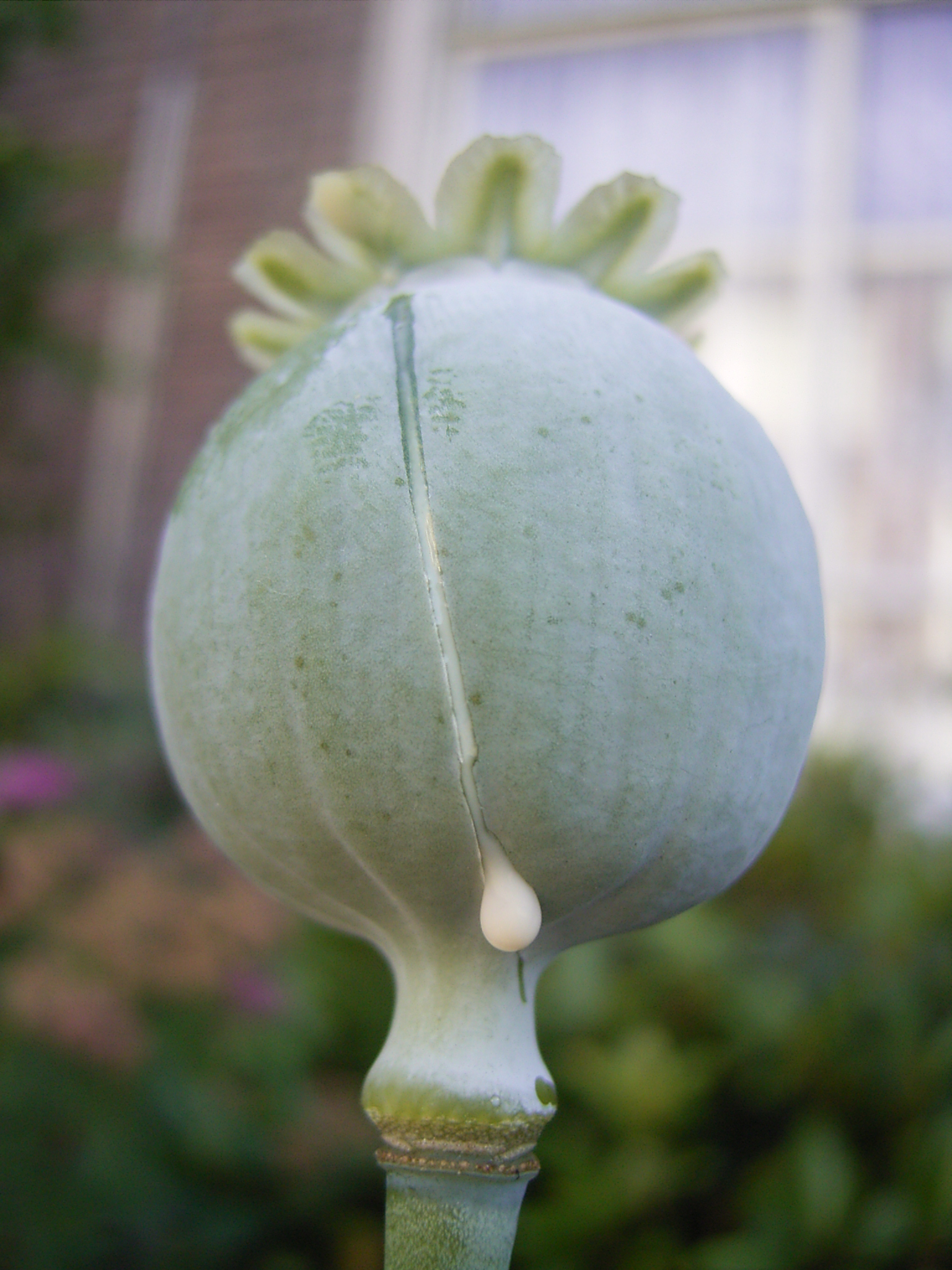
zaaddoos en het melksap van Papaver somniferum laat men indrogen voor de aanmaak van opium
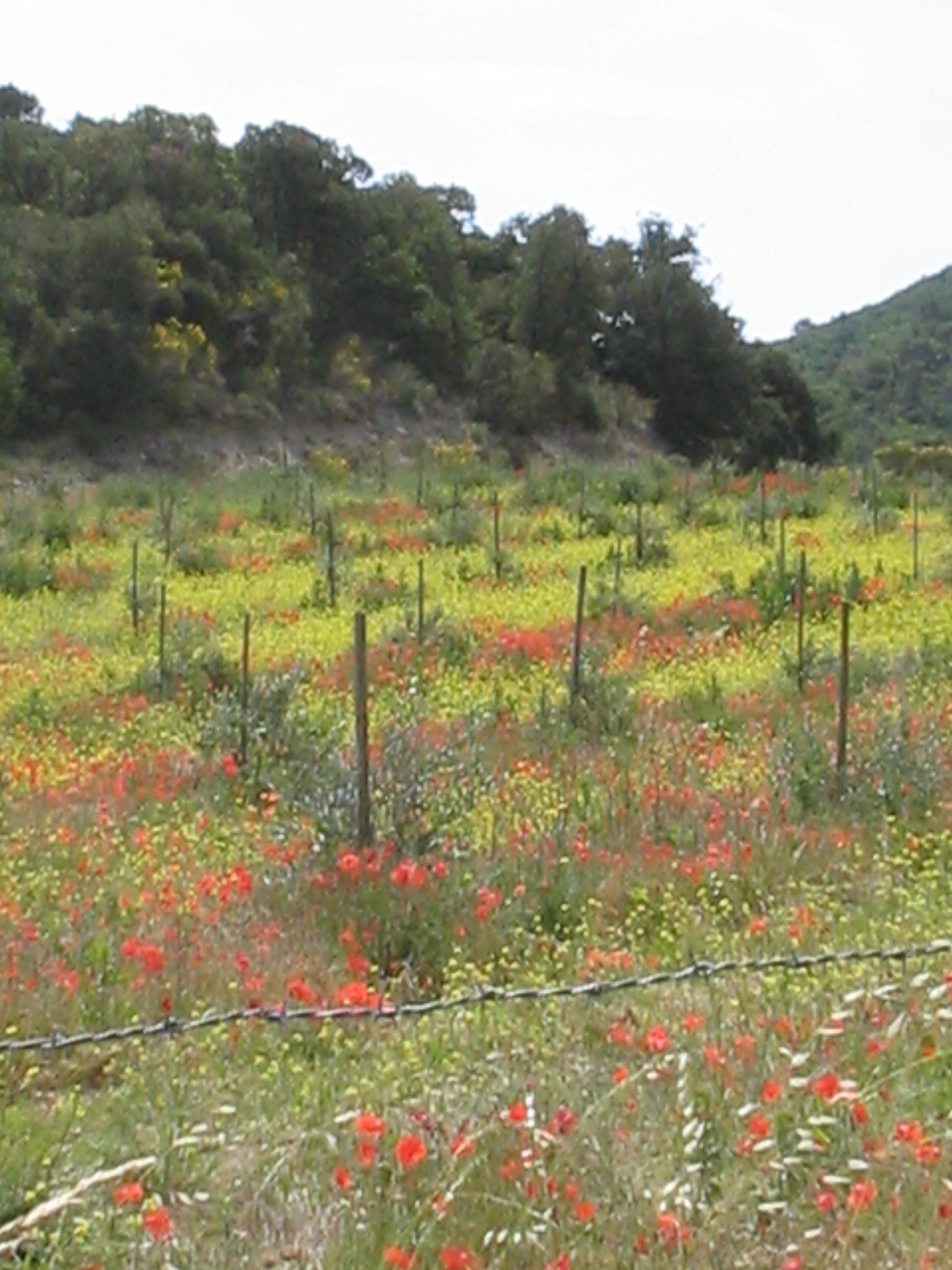
klaprozen in de Vaucluse
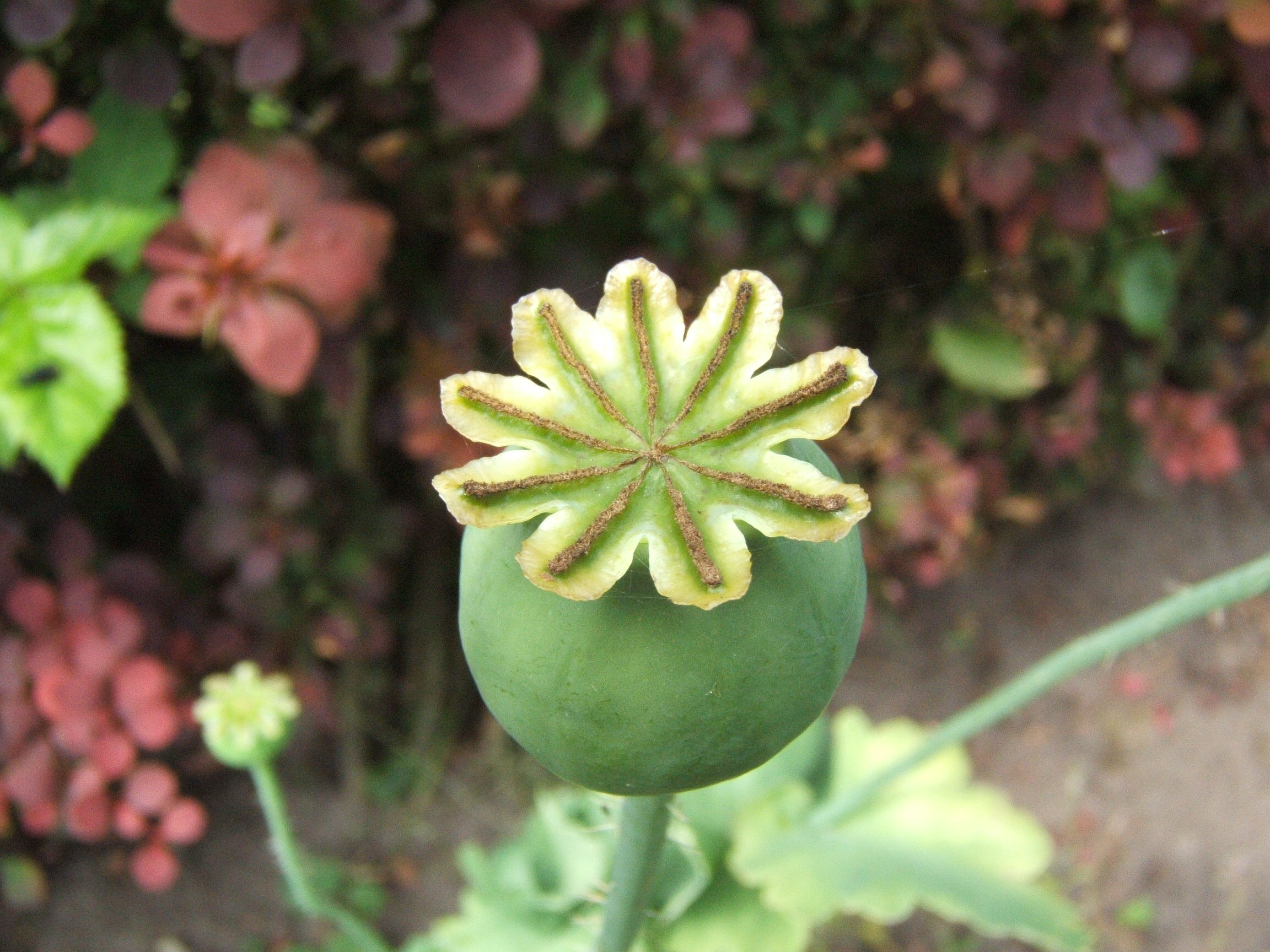
onrijpe papaverbol van grote purperrode bloem
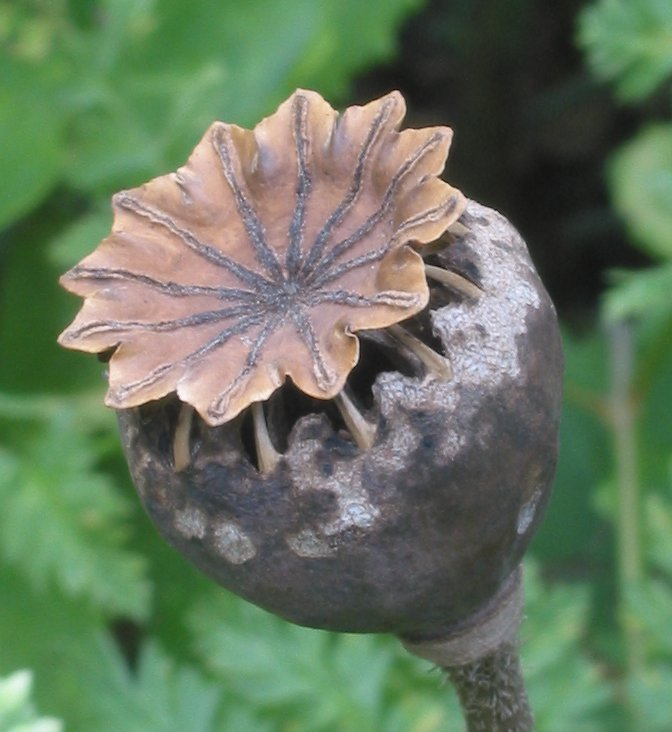
zaaddoos met aan de bovenkant geopende poren
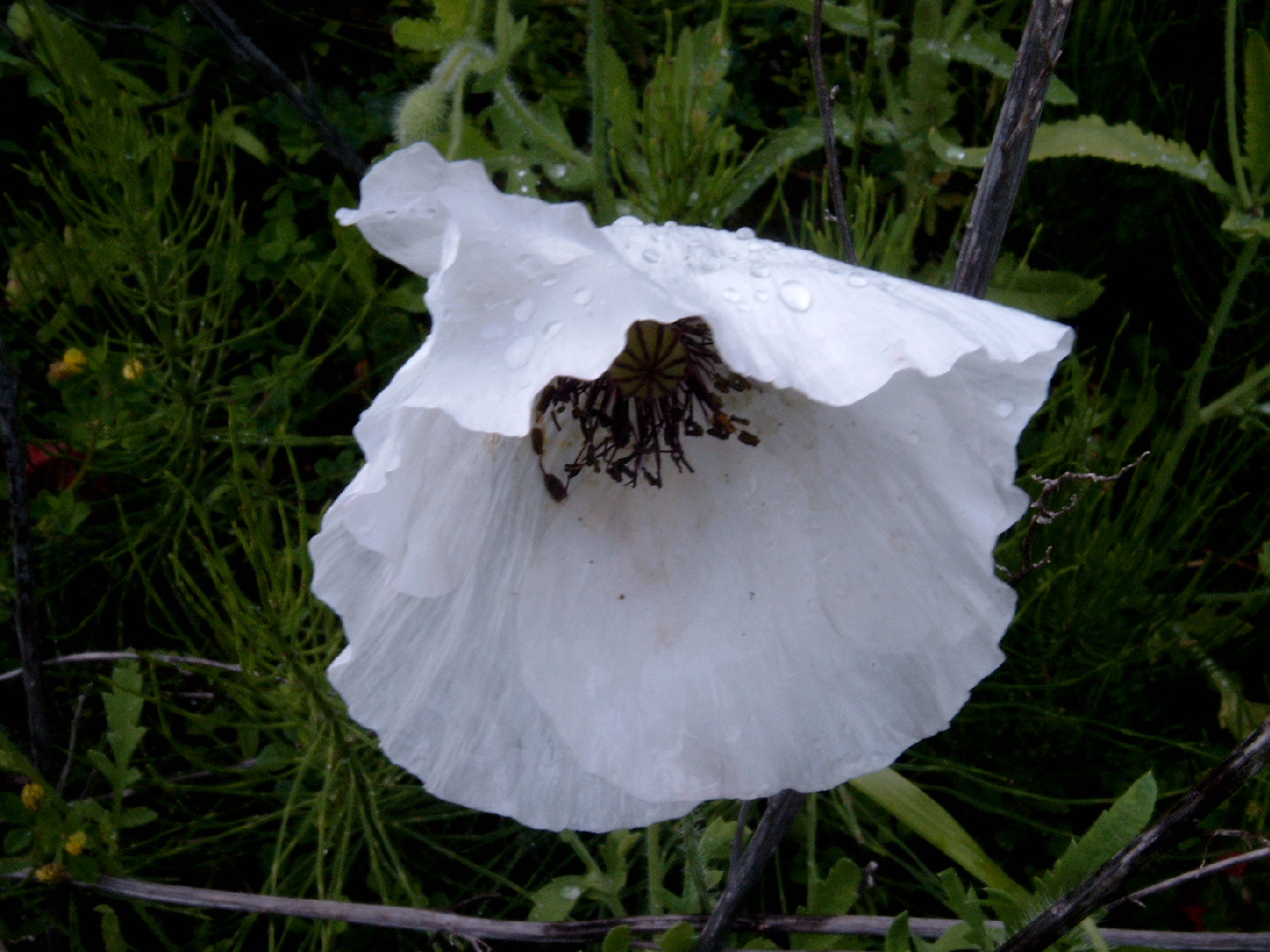
grote Klaproos met een witte bloem
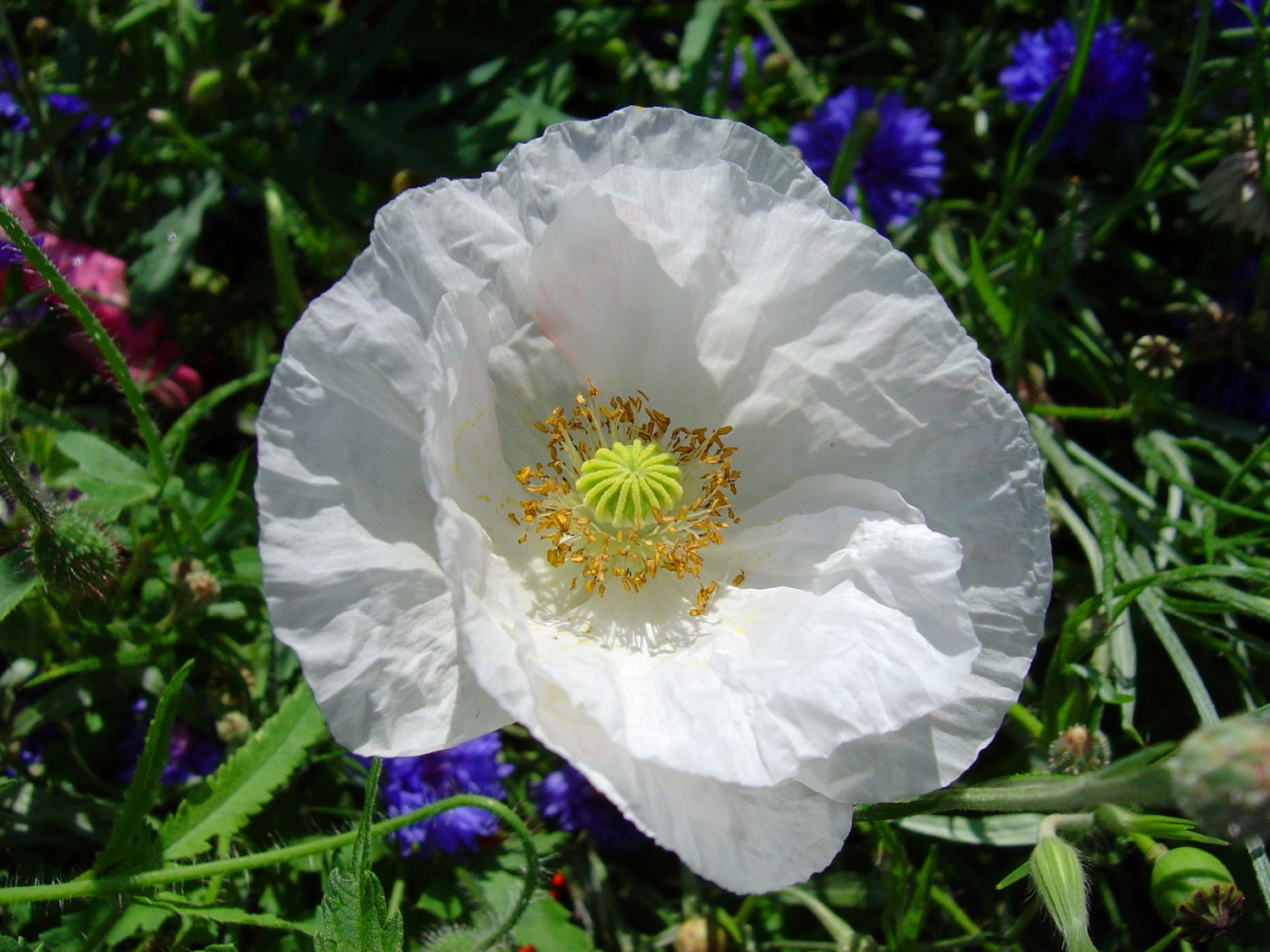
grote klaproos, wit
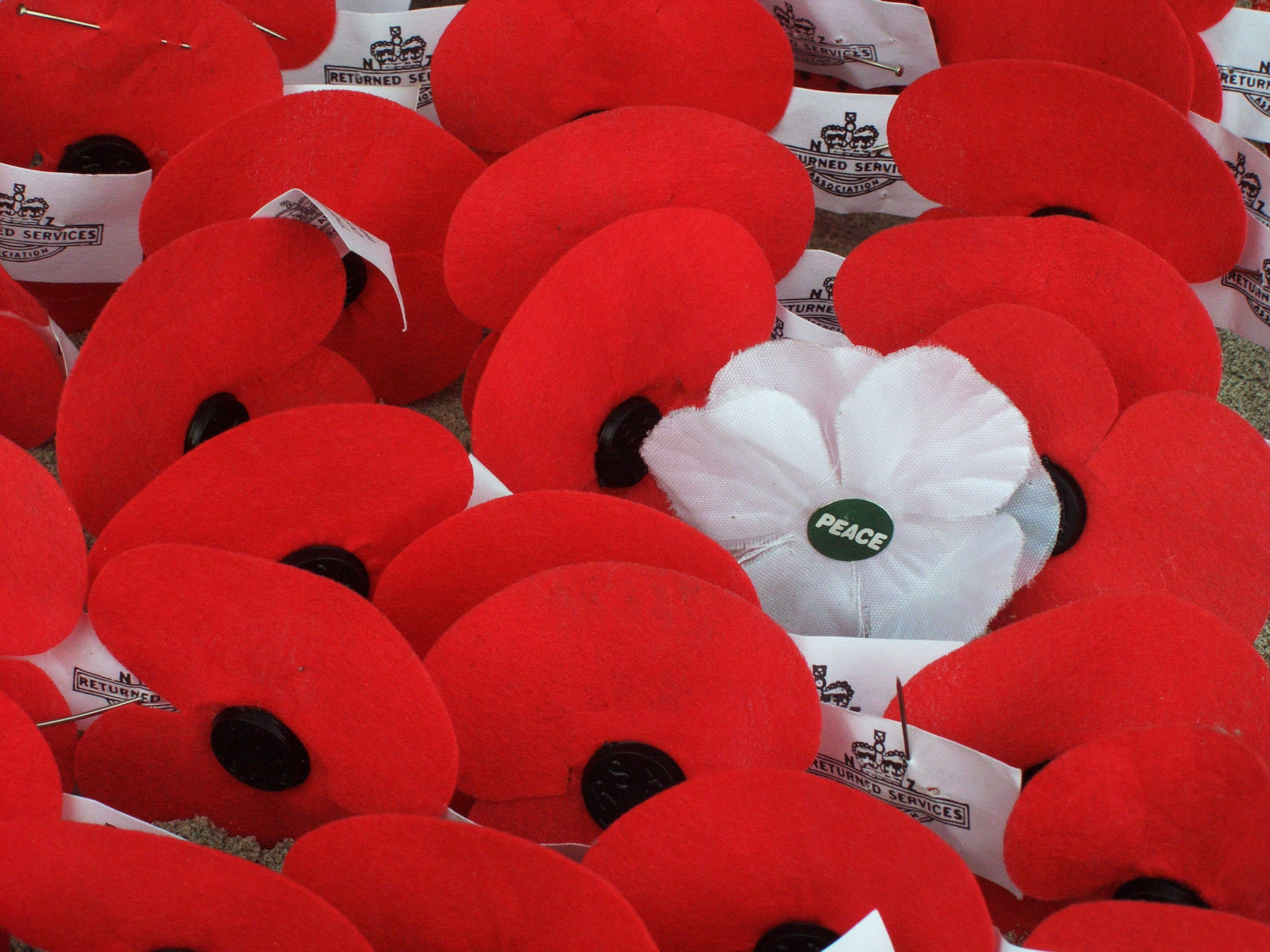
ANZAC klaprozen

## Websites
- Sorting Papaver names

... · 
Argemone · 
Bocconia · 
Ceratocapnos · 
Chelidonium (Stinkende gouwe) · 
Corydalis (Helmbloem) · 
Dendromecon · 
Dicentra · 
Eschscholzia · 
Fumaria (Duivenkervel) · 
Glaucium · 
Hunnemannia · 
Meconopsis · 
Papaver (Klaproos) · 
Pseudofumaria (Muurhelmbloem) · 
Romneya ·  
Stylophorum · 
...
... · 
P. alpinum · 
P. argemone (Ruige klaproos) · 
P. bracteatum · 
P. californicum · 
P. dahlianum · 
P. dubium (Bleke klaproos) · 
P. hybridum (Bastaardklaproos) · 
P. nudicaule · 
P. orientale (Reuzenklaproos) · 
P. radicatum · 
P. rhoeas (Grote klaproos) · 
P. rupifragum · 
P. rupifragum var. atlanticum (Donzige klaproos) · 
P. somniferum (Slaapbol) · 
P. umbonatum · 
...